# Biały Dom

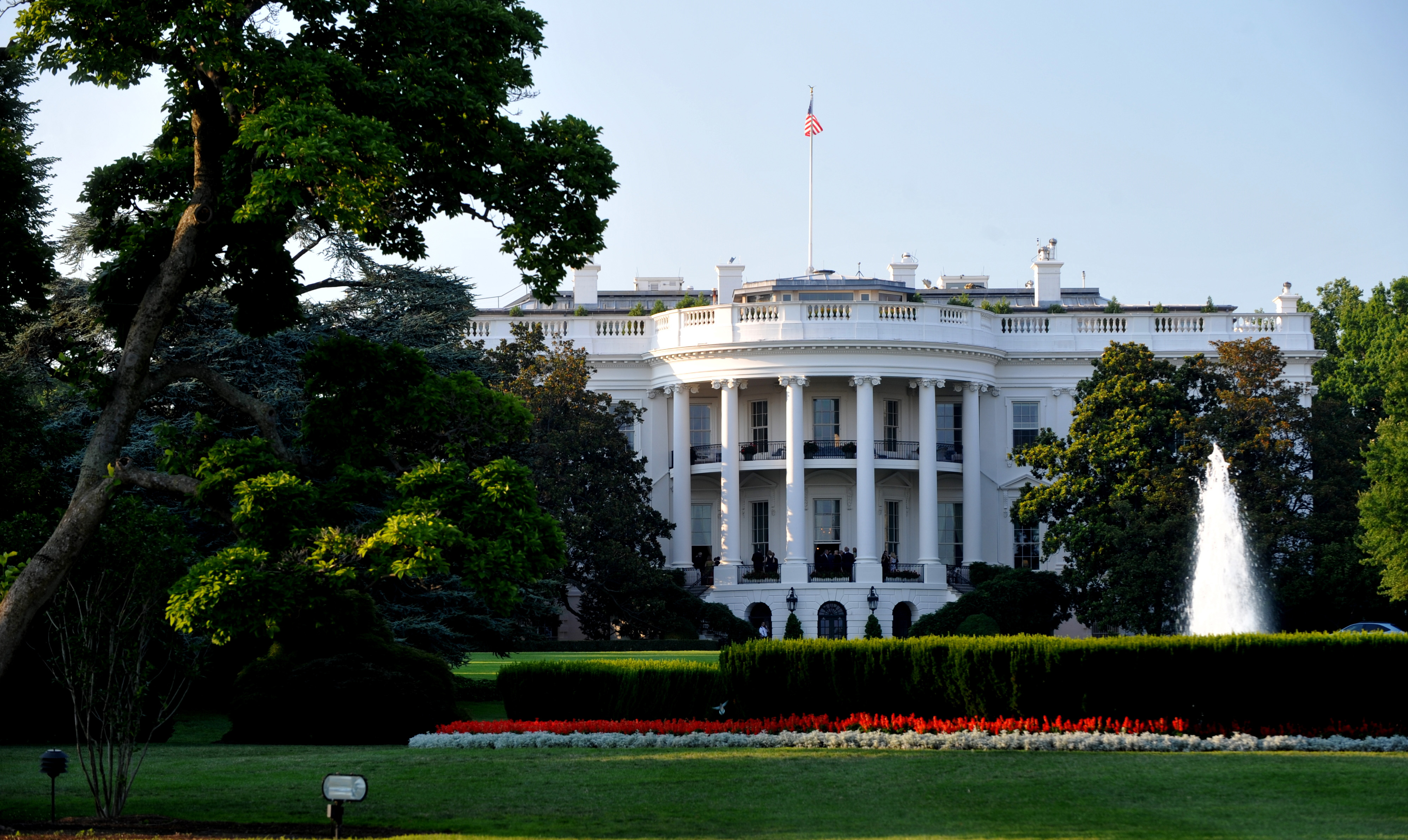
Biały Dom od strony południowej

Biały Dom (ang. White House) – oficjalna rezydencja i miejsce pracy prezydentów USA, położona w Waszyngtonie, Dystrykt Kolumbia. Nazwa ta została nadana budynkowi 14 września 1901 r. przez prezydenta Roosevelta. Wcześniej nazywany był Pałacem Prezydenckim, Domem Prezydenckim i Siedzibą Władz Wykonawczych.

## Historia
W grudniu 1790 r. prezydent Waszyngton podpisał Act of Congress, stanowiący, że rząd federalny będzie rezydował w okręgu, którego powierzchnia nie będzie przekraczała dziesięciu mil kwadratowych u wybrzeży Potomaku. Prezydent Waszyngton wybrał wraz z architektem miejskim Pierre’em L’Enfantem miejsce, w którym miał powstać budynek. Rozpisany konkurs wygrał projekt architektoniczny autorstwa Jamesa Hobana.
Budynek, położony w Waszyngtonie przy 1600 Pennsylvania Avenue, zaczął powstawać w październiku 1792 roku. Uroczyste oddanie do użytku nastąpiło 1 listopada 1800. Pierwszym prezydentem, który w nim zamieszkał, był John Adams. Od czasu wprowadzenia się tam Adamsa, każda następna para prezydencka dokonywała własnych zmian w wystroju budynku.
W swojej historii budynek doświadczył dwóch pożarów. Pierwszego w 1814 roku, gdy został podpalony przez Brytyjczyków podczas wojny brytyjsko-amerykańskiej. Drugi pożar wybuchł w zachodnim skrzydle w 1929 roku za prezydentury Hoovera.
Podczas rządów prezydenta Trumana przebudowano całe wnętrze budynku (z wyjątkiem trzeciego piętra). Najstarszymi jego częściami są obecnie zewnętrzne ściany, niezmienione od 200 lat.
W 1902 r. Prezydent Theodore Roosevelt rozpoczął gruntowną renowację Białego Domu, w tym przeniesienie biur prezydenta z drugiego piętra rezydencji do nowo wybudowanego tymczasowego budynku biurowego (obecnie zwanego Zachodnim Skrzydłem). Remont został zaplanowany i przeprowadzony przez słynną nowojorską firmę architektoniczną McKim, Mead i White. Następca Roosevelta, prezydent William Howard Taft, zbudował Gabinet Owalny w powiększonym skrzydle biurowym.
W grudniu 2024 roku prezydent Joe Biden po raz 102 w historii rozświetlił choinkę, która miała 12 metrów wzrostu w parku Ellipse przed Białym Domem. Drzewem tym było świerk czerwony pochodzący z hrabstwa Grayson w Wirginii. 2 grudnia Pierwsza Dama Jill Biden zaprezentowała świąteczne dekoracje w Białym Domu, gdzie dekorowało ponad 300 wolontariuszy, ponad 3 kilometry łańcuchów i 2,2 tys. papierowych gołębi. Ozdobiono 83 choinki, były również girlandy z dzwonkami i czerwonymi wstążkami, wieńce i 28 tysięcy dekoracji zdobionych ponad 165 tysiącami światełek.

## Układ budynku
Biały Dom składa się z trzech głównych części: tzw. Rezydencji Wykonawczej, Zachodniego Skrzydła oraz Wschodniego Skrzydła. Do tzw. kompleksu Białego Domu (White House Complex) zaliczane są także sąsiadujący z Białym Domem gmach Urzędu Wykonawczego Prezydenta Stanów Zjednoczonych oraz przyległe tereny zielone, w tym dwa ogrody.

### Rezydencja Wykonawcza (Executive Residence)

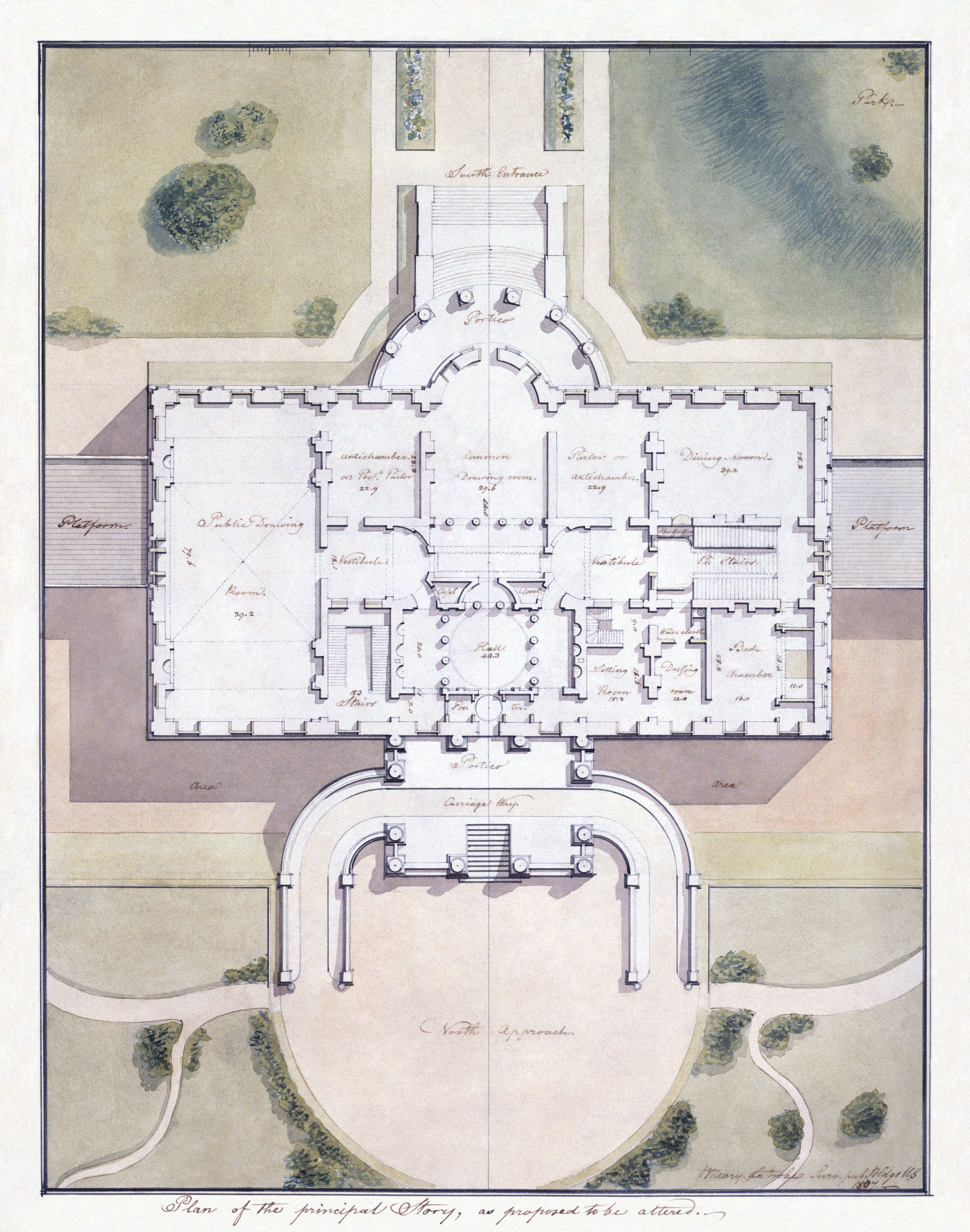
Plan parteru Rezydencji Wykonawczej

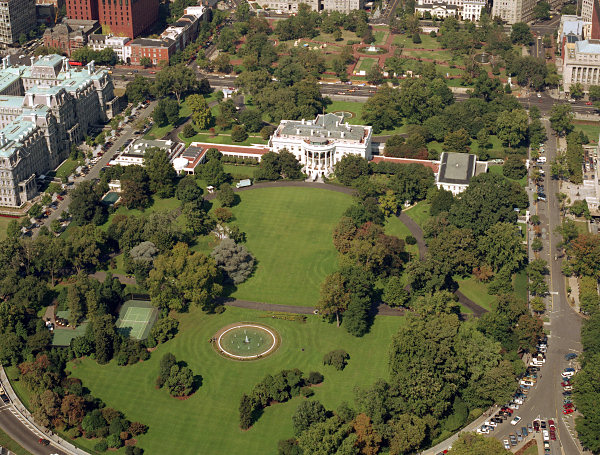
Cały kompleks Białego Domu widziany z lotu ptaka

Mianem Rezydencji Wykonawczej określana jest najstarsza część kompleksu, umiejscowiona w jego centrum i utożsamiana przez wiele osób z całym Białym Domem. Jej pierwsze piętro nazywane jest piętrem państwowym (State Floor) i służy do celów reprezentacyjnych i ceremonialnych. Parter mieści bibliotekę i mniejsze pomieszczenia o charakterze oficjalnym, a także pomieszczenia gospodarcze, m.in. kuchnię. Drugie i trzecie piętro mają charakter prywatny i służą jako miejsce zamieszkania i wypoczynku prezydenta i jego rodziny (choć niekiedy są tam zapraszani również ważni oficjalni goście, przede wszystkim głowy państw i politycy szczególnie blisko związani z prezydentem). Rezydencja posiada także dwa poziomy podziemne, gdzie znajdują się pomieszczenia gospodarcze i magazynowe oraz schron dla prezydenta i jego rodziny (dużo solidniejszy obiekt tego rodzaju znajduje się jednak pod Wschodnim Skrzydłem).

### Zachodnie Skrzydło (West Wing)

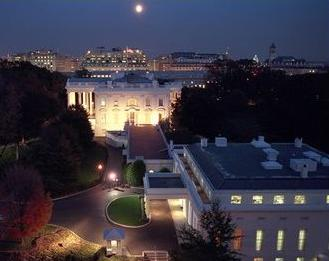
Zachodnie Skrzydło Białego Domu (w dolnej części zdjęcia)

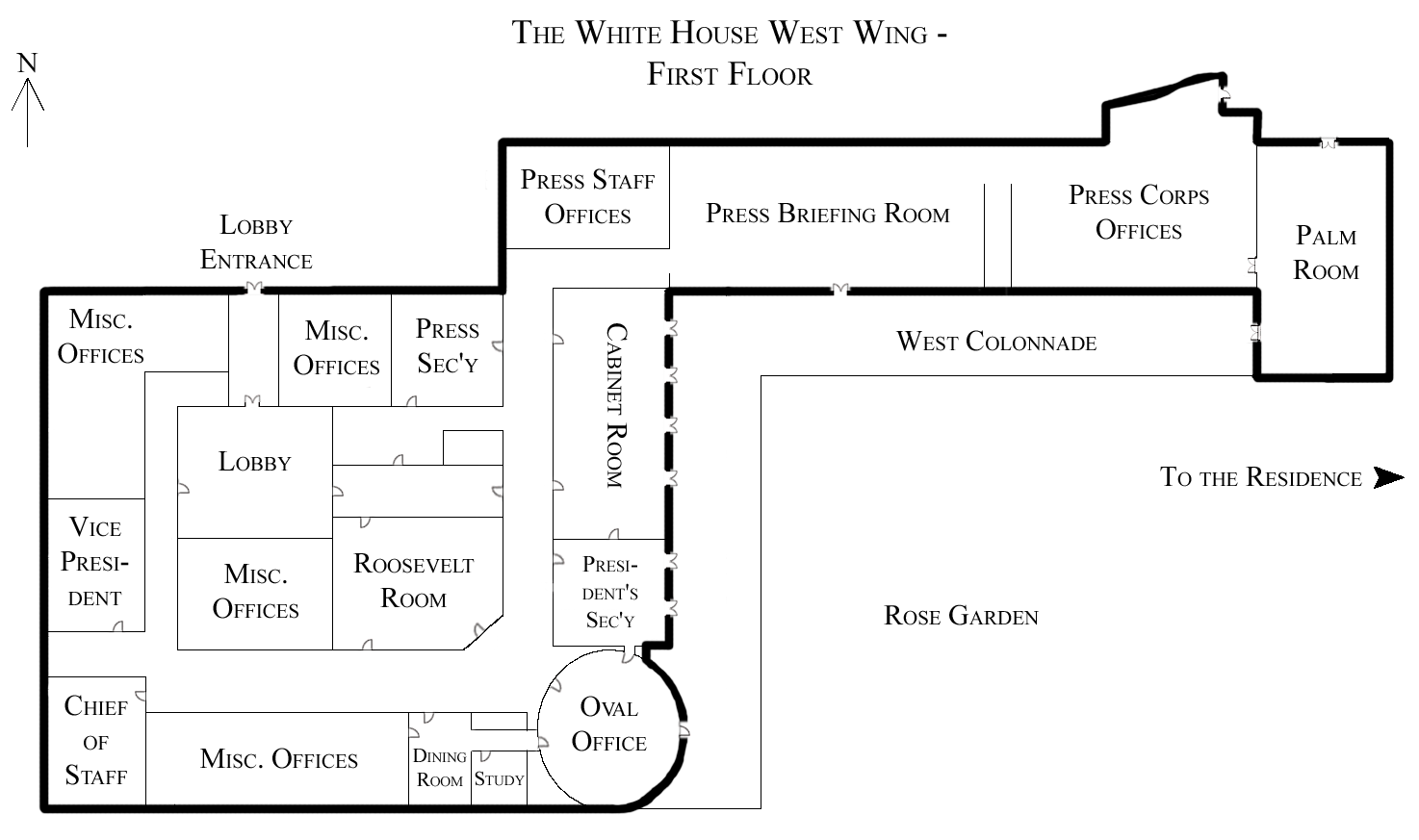
Plan parteru Zachodniego Skrzydła

Zachodnie Skrzydło zostało dobudowane do Białego Domu w 1902 roku. W 1929 jego znaczna część została zniszczona przez pożar, zaś w 1933 skrzydło zostało ponownie oddane do użytku. Ta część Białego Domu jest miejscem faktycznego urzędowania prezydenta i najważniejszych urzędników jego administracji oraz ich współpracowników. To tam znajduje się Gabinet Owalny, od 1909 pełniący rolę miejsca codziennej pracy prezydenta. Swoje biura mają tam też zwyczajowo m.in. wiceprezydent, szef administracji prezydenckiej (Chief of Staff) i jego zastępcy, dyrektor komunikacji Białego Domu, sekretarz prasowy oraz doradca ds. bezpieczeństwa narodowego. Jednym z pomieszczeń skrzydła jest tzw. sala gabinetu (Cabinet Room), gdzie odbywają się posiedzenia z udziałem prezydenta i jego ministrów. Część skrzydła zajmują dziennikarze akredytowani przy Białym Domu, zlokalizowano tam także niewielkie audytorium (nazwa oficjalna: James S. Brady Press Briefing Room), w którym odbywają się konferencje prasowe prezydenta, a co najmniej raz dziennie na pytania dziennikarzy odpowiada tam sekretarz prasowy lub jeden z jego zastępców. W piwnicy skrzydła znajduje się Pokój dowodzenia (Situation Room), służący prezydentowi jako miejsce spotkań i narad z przedstawicielami wojska (którego Naczelnym Wodzem jest z urzędu) oraz służb wywiadowczych. Obiekt ten wyposażony jest w urządzenia pozwalające prezydentowi łączyć się z rozmówcami na całym świecie i zapoznawać z tajnymi danymi w maksymalnie bezpieczny sposób.
Zachodnie Skrzydło jest całkowicie zamknięte dla osób zwiedzających Biały Dom. Swój oryginalny tytuł (The West Wing) zaczerpnął od niego serial z gatunku fikcji politycznej znany w Polsce jako Prezydencki poker (1999–2006), opisujący pracę prezydenta i jego najwyższych urzędników podczas fikcyjnej administracji prezydenta Jeda Bartletta.

### Wschodnie Skrzydło (East Wing)
Głównym celem wzniesienia Wschodniego Skrzydła, co miało miejsce w 1942 roku, było ukrycie budowy podziemnego bunkra dla prezydenta i jego rodziny, zlokalizowanego bezpośrednio pod nim i mogącego przetrzymać nawet atak nuklearny. Bunkier jest czynny do dzisiaj. W czasie alarmu wywołanego atakami z 11 września 2001, schronili się w nim wiceprezydent Dick Cheney oraz najwyżsi urzędnicy prezydenccy (sam prezydent w chwili ataku przebywał na Florydzie, skąd został ewakuowany do bazy wojskowej z dala od stolicy). We Wschodnim Skrzydle mieszczą się m.in. biura Pierwszej Damy i podległych jej urzędników. Zlokalizowano tam także pomieszczenia związane z turystyczną rolą Białego Domu, a także działy urzędu prezydenckiego odpowiedzialne za organizację różnego rodzaju imprez i ceremonii.